# Solar de Bertiandos
O Solar de Bertiandos é um solar situado na freguesia de Bertiandos em Ponte de Lima. O conjunto é constituído por três volumes construídos em épocas diferentes: uma casa-torre do século XVI ao centro, à qual estão adjacentes dois solares construídos no século XVIII.
A casa-torre inicial foi mandada construir em 1566 por iniciativa de Inês Pinto, viúva de Lopo Pereira, almoxarife de Ponte de Lima. No mesmo século, a propriedade foi dividida pelos seus dois filhos herdeiros. No início do século XVIII, os herdeiros da secção poente edificaram um solar junto à torre. Mais tarde, os herdeiros da secção poente decidiram fazer o mesmo, dando origem a um conjunto constituído por dois solares barrocos independentes, mas unidos pela casa-torre ao centro. Em 1792, a família voltou-se a unir por casamento.
Em 1977, o solar, incluindo alameda de carvalhos até ao rio Lima, foi classificado como Imóvel de Interesse Público.